# Daniel Kirch
Daniel Kirch (* 20. April 1974 in Köln) ist ein deutscher Tenor.

## Leben
Daniel Kirch wuchs in Köln auf. Er studierte, nach einer Regiehospitanz bei Andreas Homoki an der Oper Köln und einer angefangenen Schauspielausbildung, Gesang an der Hochschule für Musik Köln bei Hans Sotin und besuchte Meisterkurse bei James Wagner und Klesie Kelly-Moog und erweiterte seine Studien bei Dennis O’Neill, Reiner Goldberg, René Kollo und Jan-Hendrick Rootering.

## Karriere
Kirch begann in der Spielzeit 1996/97 an der Komischen Oper Berlin, wo er bis 2002 im Ensemble engagiert und auch darüber hinaus noch einige Jahre dem Haus verbunden war.
Seit 2002 ist er freischaffend tätig und arbeitet seither an den Opernhäusern Staatsoper Berlin, Deutsche Oper Berlin, Bayerische Staatsoper, Semperoper Dresden, Oper Frankfurt, Oper Leipzig, Staatstheater Stuttgart, Oper Köln, Opernhaus Düsseldorf, La Monnaie in Brüssel, Wiener Staatsoper, Burgtheater Wien, Oper Graz, Opernhaus Zürich, Gran Teatro Del Liceu, Teatro Alla Scala in Mailand, New National Theatre Tokyo, Salzburger Festspiele, Bregenzer Festspiele.
Sein Opernrepertoire reicht von anfänglich u. a. den gewichtigen lyrischen Tenorpartien im Mozartfach bis ins 20. Jahrhundert, mit deutlichem Schwerpunkt heute auf das große deutsche, jugendlich-dramatische und nun auch Heldentenor-Repertoire.
2003 war er Belmonte in einer viel gepriesenen Inszenierung von Mozarts Entführung aus dem Serail in der Regie von Christof Loy in Frankfurt. Mit dieser Inszenierung wurde die Oper Frankfurt 2003 zum Opernhaus des Jahres gekürt.
2017 debütierte Kirch an der Opéra de Lyon als Tristan in Tristan und Isolde von Richard Wagner in einer Wiederaufnahme der legendären Bayreuther Tristan-und-Isolde-Inszenierung von Heiner Müller unter der musikalischen Leitung von Hartmut Haenchen.
Auch als Liedsänger feierte Kirch Erfolge, ob bei den Freunden des Liedes in Zürich oder beim Kissinger Sommer als auch in einer besonderen Deutung und szenischen Umsetzung von Schuberts Winterreise am Deutschen Theater Berlin in der Regie von Michael Thalheimer. Einen wichtigen Meilenstein als Konzertsänger setzte Kirch mit der Partie des Waldemar in Arnold Schönbergs Gurre-Liedern unter Lothar Zagrosek in Berlin, Reinbert de Leeuw in Rotterdam und unter Zubin Mehta und dem Israel Philharmonic Orchestra in Tel Aviv.

## Aufnahmen

### CDs
- 2000: Liebessehnsucht, Operettenmelodien
- 2002: Die Harmonie der Welt, Marek Janowski, Rundfunk-Sinfonieorchester Berlin
- 2004: Ernst Krenek: Der Diktator/Schwergewicht M. Janowski, Deutsches Symphonie-Orchester Berlin
- 2007: Die Prinzessin auf der Erbse op.43, Kinderoper
- 2011: Szenen aus Goethes Faust, Orchester: Warsaw Philharmonic Orchestra, Dirigent Antoni Wit, Komponist: Robert Schumann
- 2012: Gurre-Lieder/Verklärte Nacht Op.4, Arnold Schönberg, Zubin Mehta, Israel Philharmonic Orchestra
- 2013: Albert Lortzing: Regina, Dirigent Ulf Schirmer, Münchner Rundfunkorchester
- 2014: Antonín Dvořák: Requiem, Warsaw Philharmonic Orchestra and Choir, Antoni Wit
- 2017: Wallenstein, ORF Radio-Symphonieorchester Wien, Cornelius Meister

### DVDs
- 2005: Carl Nielsen: Maskerade, Bregenzer Festspiele, David Pountney
- 2009: Wolfgang Amadeus Mozart: Die Entführung aus dem Serail, Oper Frankfurt
- 2021: Engelbert Humperdinck: Hänsel und Gretel, Theater Chemnitz